# Vincent Riotta
Vincent Riotta é um ator inglês de origem italiana.

## Filmes
- Goltzius and the Pelican Company (2011)
- Squadra Antimafia: Palermo Oggi (2009)
- Il Capo dei capi (2007)
- Nuclear Secrets (2007)
- The Moon and the Stars (2006)
- The Listening (2006)
- Unstoppable (2004)
- Nel mio amore (2004)
- Nema problema (2004)
- Belly of the Beast (2003)
- Under the Tuscan Sun (2003)
- Bella Bettien (2002)
- Heaven (2002)
- Texas 46 (2002)
- Captain Corelli's Mandolin (2001)
- Dancing at the Blue Iguana (2000)
- The Hook-Armed Man (2000)
- Ballad of the Nightingale (1998)
- Falling Sky (1998)
- In Love and War (1996)
- A Little Worm (1995)
- Ready to Kill (1994)
- La Chance (1994)
- Il Quinto giorno (1994)
- Leon the Pig Farmer (1993)
- Hanna's War (1988)
- Body Contact (1987)
- Car Trouble (1985)